# Antocha (Antocha) multidentata
Antocha (Antocha) multidentata is een tweevleugelige uit de familie steltmuggen (Limoniidae). De soort komt voor in het Palearctisch gebied.